# Future of Humanity Institute
O Future of Humanity Institute (FHI) era um centro de pesquisa interdisciplinar da Universidade de Oxford que investigava questões gerais sobre a humanidade e suas perspectivas. Foi fundado em 2005 como parte da Faculdade de Filosofia da Universidade de Oxford e da Oxford Martin School. Seu diretor era o filósofo Nick Bostrom, e sua equipe de pesquisa incluía o futurista Anders Sandberg e o fundador do Giving What We Can, Toby Ord.
Compartilhando um escritório e trabalhando em estreita colaboração com o Centre for Effective Altruism, o objetivo declarado do instituto era concentrar a pesquisa onde ela pudesse fazer a maior diferença positiva para a humanidade a longo prazo. Ele se envolveu em uma combinação de atividades acadêmicas e de extensão, buscando promover discussões informadas e envolvimento público no governo, empresas, universidades e outras organizações. Os maiores financiadores de pesquisa do centro incluíam a Amlin, Elon Musk, o Conselho Europeu de Investigação, o Future of Life Institute e o Leverhulme Trust.
O instituto foi fechado em 16 de abril de 2024, tendo "enfrentado crescentes dificuldades administrativas dentro da Faculdade de Filosofia da Universidade de Oxford".

## História
Nick Bostrom fundou o instituto em novembro de 2005 como parte da Oxford Martin School, depois James Martin 21st Century School. Entre 2008 e 2010, o FHI organizou a conferência Global Catastrophic Risks, escreveu 22 artigos em revistas acadêmicas e publicou 34 capítulos em volumes acadêmicos. Os pesquisadores do FHI foram mencionados mais de 5.000 vezes na mídia e prestaram consultoria sobre políticas no Fórum Econômico Mundial, para o setor privado e sem fins lucrativos (como a Macarthur Foundation e a Organização Mundial da Saúde), bem como para órgãos governamentais na Suécia, Cingapura, Bélgica, Reino Unido e Estados Unidos.
Bostrom e o bioeticista Julian Savulescu também publicaram o livro Human Enhancement em março de 2009. Mais recentemente, o FHI tem se concentrado nos perigos da inteligência artificial avançada (IA). Em 2014, seus pesquisadores publicaram vários livros sobre o risco da IA, incluindo Smarter Than Us, de Stuart Armstrong, e Superintelligence: Paths, Dangers, Strategies, de Bostrom.
Em 2018, a Open Philanthropy recomendou uma doação de até aproximadamente £13,4 milhões para o FHI ao longo de três anos, com uma grande parte condicionada ao sucesso da contratação.

## Risco existencial
O maior tópico que o FHI dedicou tempo para explorar é o risco catastrófico global, também conhecido como risco existencial. Em um artigo de 2002, Bostrom definiu um "risco existencial" como aquele "em que um resultado adverso aniquilaria a vida inteligente originada na Terra ou reduziria de forma permanente e drástica seu potencial". Isso inclui cenários em que a humanidade não é diretamente prejudicada, mas deixa de colonizar o espaço e de usar os recursos disponíveis do universo observável em projetos humanamente valiosos, conforme discutido no artigo de Bostrom de 2003, "Astronomical Waste: The Opportunity Cost of Delayed Technological Development".
O livro de 2008 de Bostrom e Milan Ćirković, Global Catastrophic Risks, reúne ensaios sobre uma variedade desses riscos, tanto naturais quanto antropogênicos. Os possíveis riscos catastróficos da natureza incluem supervulcanismo, eventos de impacto e eventos astronômicos energéticos, como erupções de raios gama, raios cósmicos, erupções solares e supernovas. Esses perigos são caracterizados como relativamente pequenos e bem compreendidos, embora as pandemias possam ser exceções por serem mais comuns e por se encaixarem nas tendências tecnológicas.
O FHI dá mais atenção às pandemias sintéticas por meio de agentes biológicos. Os resultados tecnológicos nos quais o instituto está particularmente interessado incluem o aquecimento global, guerra nuclear e terrorismo nuclear, nanotecnologia molecular e inteligência artificial geral. Ao esperar que os maiores riscos provenham de tecnologias futuras e, em particular, da inteligência artificial avançada, o FHI concorda com outras organizações de redução de riscos existenciais, como o Centre for the Study of Existential Risk e o Machine Intelligence Research Institute. Os pesquisadores do FHI também estudaram o impacto do progresso tecnológico sobre os riscos sociais e institucionais, como o totalitarismo, o desemprego causado pela automação e os perigos da informação.
Em 2020, Toby Ord, pesquisador sênior do FHI, publicou seu livro The Precipice: Existential Risk and the Future of Humanity, no qual argumenta que proteger o futuro da humanidade está entre as questões morais mais importantes de nosso tempo.

## Raciocínio antrópico
O FHI dedica grande parte de sua atenção a ameaças exóticas que foram pouco exploradas por outras organizações e a considerações metodológicas que informam a redução e a previsão de riscos existenciais. O instituto tem enfatizado especialmente o raciocínio antrópico em suas pesquisas, como uma área pouco explorada com implicações epistemológicas gerais.
Os argumentos antrópicos que o FHI estudou incluem o argumento do dia do juízo final, que afirma que a humanidade provavelmente será extinta em breve porque é improvável que se esteja observando um ponto da história humana que seja extremamente precoce. Em vez disso, é provável que os seres humanos atuais estejam próximos do meio da distribuição dos seres humanos que viverão. Bostrom também popularizou o argumento da simulação.
Um tema recorrente na pesquisa do FHI é o paradoxo de Fermi, a surpreendente ausência de civilizações alienígenas observáveis. Robin Hanson argumentou que deve haver um "Grande Filtro" impedindo a colonização espacial para explicar o paradoxo. Esse filtro pode estar no passado, se a inteligência for muito mais rara do que a biologia atual prevê; ou pode estar no futuro, se os riscos existenciais forem ainda maiores do que se reconhece atualmente.

## Aperfeiçoamento humano e racionalidade
Intimamente ligado ao trabalho do FHI sobre avaliação de riscos, desperdício astronômico e os perigos de tecnologias futuras está o seu trabalho sobre a promessa e os riscos do aperfeiçoamento humano. As modificações em questão podem ser biológicas, digitais ou sociológicas, e a ênfase é colocada nas mudanças hipotéticas mais radicais, em vez de nas inovações de curto prazo mais prováveis. A pesquisa bioética do FHI se concentra nas possíveis consequências da terapia genética, do prolongamento da vida, dos implantes cerebrais e das interfaces cérebro-computador e da transferência mental.
O foco do FHI tem sido os métodos para avaliar e aprimorar a inteligência e a racionalidade humanas, como forma de moldar a velocidade e a direção do progresso tecnológico e social. O trabalho do FHI sobre a irracionalidade humana, conforme exemplificado na heurística e nos vieses cognitivos, inclui uma colaboração contínua com a Amlin para estudar o risco sistêmico decorrente de vieses na modelagem.

## Publicações selecionadas
- Toby Ord: The Precipice: Existential Risk and the Future of Humanity, 2020. ISBN 1526600218

- Nick Bostrom: Superintelligence: Paths, Dangers, Strategies, 2014. ISBN 0-415-93858-9

- Nick Bostrom and Milan Cirkovic: Global Catastrophic Risks, 2011. ISBN 978-0-19-857050-9

- Nick Bostrom and Julian Savulescu: Human Enhancement, 2011. ISBN 0-19-929972-2

- Nick Bostrom: Anthropic Bias: Observation Selection Effects in Science and Philosophy, 2010. ISBN 0-415-93858-9

- Nick Bostrom and Anders Sandberg: Brain Emulation Roadmap, 2008.